# Chōchin
Chōchin (提灯, papier-lantaarn) zijn traditionele, met een kaars verlichte, papieren (washi) Japanse lantaarns die buitenshuis werden gebruikt en opgehangen aan de dakranden van gebouwen of in processies gedragen als een verplaatsbare lantaarn. Een vergelijkbare Chinese lantaarn is tanron.
De vormen van de chōchin variëren enorm van prefectuur tot prefectuur. Ze werden gemaakt in verschillende maten, vormen en kleuren. Het frame was een opvouwbare structuur van dunne stroken van gespleten bamboe, bedekt met geolied papier. Het is als een harmonica uitgerekt wanneer het in gebruik is, maar ingeklapt wanneer niet in gebruik. Voor verlichting werd er een kaars in geplaatst. Chōchin werden vaak versierd met de namen of logo's van restaurants of herbergen.
Chōchin uit de Edoperiode zijn er tegenwoordig nauwelijks meer, omdat ze nogal fragiel zijn en geen langdurig gebruik verdragen. Deze lantaarns werden oorspronkelijk verlicht door kaarsen, maar in het huidige Japan worden kunststof chōchin met elektrische lampen geproduceerd als nouveautés, souvenirs, en voor matsuri (lampionnenfeest) en andere evenementen. Bij westerlingen is de chōchin de meest bekende lantaarn. 
| Chōchin - opvouwbare papieren lantaarns |
| --- |
| - Utagawa Hiroshige (1797–1858) - Kuniyoshi Utagawa (1797–1861) - Akachōchin lantaarn buiten een izakaya - Gion Matsuri festival in Kyōto - Lantaarns bij het Edo-Tōkyo Openlucht Architectuurmuseum - Sensō-ji, boeddhistische tempel in Asakusa - Ikuta Jinjain Kōbe - Lantaarnfestival in Nagasaki - Minatogawa Jinja in Kōbe - Ōhashi-ya, herberg gevestigd in 1649, gebouwd in 1705 in Aichi - Tenjin matsuri, Ōsaka Tenmangū Jinja - Saijo-matsuri festival, prefectuur Ehime - Duizend lichten van het Hanen Festival bij Hanazono Jinja in Tōkyo - Tenno Matsuri-festival in Tsushima, prefectuur Aichi - Yatadera-tempel in Kyōto |